# Jorge Luján
Jorge Luján (nacido el 18 de marzo de 1955) es un panameño que fue boxeador profesional y luchó contra muchos boxeadores de primer nivel y varios campeones durante las décadas de 1970 y 1980. Luján es el ex campeón mundial de peso gallo Lineal y AMB.

## Carrera Profesional

### Inicios
Luján nació en Colón, y comenzó su carrera en el boxeo profesional noqueando a un Baby San Blas III en un asalto el 16 de junio de 1973, en el Gimnasio Nuevo Panamá (ahora Arena Roberto Durán). Luján procedió con otro nocaut en el primer asalto, este de una peleadora llamada Tranquita Brown. Tuvo un récord de 4-0 con 2 nocauts y luego se enfrentó al futuro retador al título mundial de Guty Espadas, Alex Santana, 0-1 en ese momento. Derrotó a Santana el 19 de enero de 1974 por nocaut en el segundo asalto en el Gimnasio Neco de la Guardia de la Ciudad de Panamá. Luján conoció entonces a Sócrates Batoto, un boxeador que había peleado en siete países y había retado a Betulio González por su título mundial de peso mosca del CMB y que luego desafiaría a Alfonso Zamora por su título mundial de peso gallo Lineal y AMB. Batoto tuvo marca de 15-3 con 6 nocauts. Luján noqueó a Batoto en el sexto asalto el 20 de julio de 1974 en el gimnasio Nuevo Panamá.Jorge Luján obtuvo tres victorias más, incluida una sobre el prospecto John Cajina 10-2-2, antes de enfrentarse a Reyes Arnal, quien tenía marca 5-1-2 y quien luego perdería por decisión dividida en 15 asaltos ante Miguel Canto en un desafío por el título mundial de peso mosca del CMB del miembro del Salón de la Fama. El 21 de junio de 1975, Luján logró una victoria por nocaut técnico en el quinto asalto sobre Arnal. Luján siguió ganando, venciendo a sus cinco siguientes oponentes, incluido Juanito Herrera 18-3-1 (no el Juan Herrera que ganó el título mundial de peso mosca de la AMB), antes de enfrentarse a Gilberto Illueca, quien diez meses antes había perdido ante Zamora en un intento por el título mundial.. Luján e Illueca, 25-4, pelearon el 14 de mayo de 1977, y Luján perdió su condición de boxeador invicto por una estrecha decisión mayoritaria en 10 asaltos; los dos jueces que votaron en contra de Luján lo consideraron perdedor por sólo un punto cada uno. El 30 de julio de 1977, Luján boxeó con el caballo de prueba Jaime Ricardo, 7-5-1 antes de su pelea, y lo despachó con una victoria por nocaut técnico en el séptimo asalto. Ahora con marca de 16-1, Luján tuvo su primera pelea profesional en el extranjero, cuando viajó a Colombia para enfrentar al futuro retador al título mundial Wilfredo Gómez, José Cervantes, hermano de Antonio "Kid Pambele" Cervantes, en el Coliseo El Pueblo de Cali., el 2 de septiembre de 1977. Luján sufrió su segunda derrota en tres peleas al ser considerado perdedor de puntos luego de diez asaltos con Cervantes.

### Campeonato Mundial
A pesar de haber perdido su pelea anterior ante Cervantes, Luján recibió una oportunidad de título mundial en su siguiente pelea, enfrentándose al popular y contundente campeón, Zamora, 29-1 con todas las 29 victorias por nocaut. A pesar de ser reconocido como campeón mundial lineal y de peso gallo de la AMB, Zamora también había perdido su última pelea, un asunto sin título ante el campeón mundial del CMB , Carlos Zárate. El 19 de noviembre de 1977, en lo que también constituyó el debut de Luján en los Estados Unidos como boxeador profesional en el Los Angeles Sports Arena en Los Ángeles, California, Luján construyó una ventaja de seis puntos en la tarjeta de un juez y de cuatro puntos en el otro. Dos tarjetas antes de convertirse en campeón mundial al noquear a Zamora en el décimo asalto. Luján fue un campeón ocupado, defendiendo su título con éxito cinco veces en los siguientes tres años, incluido un nocaut en el undécimo asalto ante el mexicano Roberto Rubaldino en el Freeman Coliseum de San Antonio, Texas, después de que Luján cayera en el primer asalto ante Luján. Cumpleaños del 18 de marzo de 1978; una victoria por decisión en quince asaltos sobre el futuro campeón mundial Alberto Dávila en el Superdomo, Nueva Orleans, Luisiana, como parte de la segunda cartelera de la pelea entre Muhammad Ali y Leon Spinks el 15 de septiembre de 1978; su debut en el Caesar's Palace cuando venció a Cleo García por nocaut técnico a los 2:29 del decimoquinto asalto el 8 de abril de 1979; una victoria de revancha contra Roberto Rubaldino, esta vez detenido en el asalto quince en el Centro de Convenciones La Villa Real en McAllen, Texas, el 6 de octubre de 1979, y una victoria por nocaut en el noveno asalto sobre el retador Shuichi Isogami en el Kuramae Kokugikan, Tokio, Japón el 2 de abril de 1980. El 29 de agosto de 1980, Luján se enfrentó al retador puertorriqueño, el invicto Julián Solís, 20-0 en el momento de su pelea. Luján y Solís tuvieron una pelea reñida en el Centro de Convenciones de Miami Beach en Miami Beach, Florida, pero Luján perdió su campeonato mundial ante el puertorriqueño por decisión dividida en quince asaltos. El juez puertorriqueño Waldemar Schmidt le dio la pelea a Solís por 144-142, y el juez panameño Medardo Villalobos vio ganar a Luján por 148-144. Esto dejó al juez estadounidense (y también árbitro de la pelea) Jimmy Rondeau, quien se lo anotó a Solís, 144-143.

### Más intentos de campeonato
Luján rápidamente se dedicó a intentar recuperar su título o convertirse en campeón en otra división de peso. Después de que Solís perdiera su título ante Jeff Chandler, Luján desafió al nuevo campeón el 31 de enero de 1981 en el Hotel Franklyn Plaza en la ciudad natal del nuevo campeón , Filadelfia, Pensilvania. Luján y Chandler pelearon quince asaltos, pero Chandler ganó por decisión unánime para retener el campeonato. El 15 de agosto de 1981, Luján se enfrentó a su viejo enemigo Roberto Rubaldino, esta vez en un duelo sin título a 10 asaltos. Rubaldino venció a Luján por decisión mayoritaria en diez asaltos en el Sam Houston Coliseum de Houston, Texas. Una vez más, a pesar de venir de una derrota -en este caso, tres derrotas seguidas- la Asociación Mundial de Boxeo le dio a Luján la oportunidad de convertirse en campeón mundial por segunda vez cuando se enfrentó al argentino Sergio Palma por el título de este último reconocido por la AMB. título mundial de peso súper gallo; El 15 de enero de 1982, Palma y Luján boxearon en el Estadio Chateau Carreras de Córdoba, Argentina, y Palma ganó por decisión unánime para retener la corona con puntuaciones de 143-139 de Stuart Winston, 145-141 de Carol Polis y 144-140. Por Roberto Ramírez Sr. Luján despegó ocho meses antes de su siguiente pelea, cuando fue superado por puntos por la campeona mundial de peso gallo del CMB, Lupe Pintor, 48-5-1, en diez asaltos en el Auditorio Olímpico de Los Ángeles, California, el 23 de septiembre de 1982. Esta no fue una pelea por el título; fue una pelea de preparación para Pintor, quien luego desafiaría a Wilfredo Gómez por el campeonato mundial de peso súper gallo del CMB de Gómez, la pelea Pintor-Luján se llevó a cabo en el peso de la división de peso súper gallo; el ganador de la pelea para tener una oportunidad de título en Gómez. La pelea con Pintor marcó la quinta derrota consecutiva de Luján. Luján empezó a reagruparse boxeando con Javier Guido el 13 de noviembre en la Ciudad de Panamá. Esto fue un desajuste ya que Guido sólo obtuvo una victoria en siete combates. Luján ganó esta pelea por nocaut en el octavo asalto. Un oponente más adecuado fue Francisco Fernández, de quien se informó que tenía un récord de 10-3 cuando él y Luján se enfrentaron el 18 de diciembre en la Ciudad de Panamá. Luján ganó esta pelea por decisión de diez asaltos, luego de recuperarse de una caída en el octavo asalto. Luego, el 14 de mayo de 1983, Luján conoció a Mario Miranda, quien acababa de salir de una apuesta fallida por el campeonato mundial vacante de peso pluma del CMB frente a Juan Laporte. Luján-Miranda se celebró en el Gimnasio Nuevo Panamá de la Ciudad de Panamá y Luján se ganó un lugar entre los diez mejores pesos pluma de la AMB al superar por puntos al colombiano en diez asaltos. Otro gran desajuste tuvo lugar el 26 de noviembre de 1983 en el Gimnasio Nuevo Panamá cuando Luján, ahora peleando en el peso ligero junior, se enfrentó a un tal Wilson Peraza, quien debutaba en el boxeo profesional frente al ex campeón mundial. Luján logró lograr una victoria por decisión unánime en diez asaltos. Luján se enfrentó a un rival más experimentado el 30 de junio de 1984, cuando peleó contra el ex campeón mundial de peso súper gallo de la AMB de Colombia, Ricardo Cardona, quien tenía marca de 26-9-1 al inicio. Esta pelea iba a determinar el próximo oponente del campeón mundial de peso pluma de la AMB, Eusebio Pedroza, y Luján ganó al anotar un nocaut en el décimo asalto sobre el colombiano. El desafío de Luján a Pedroza fue un evento deportivo importante en Panamá; Las peleas por títulos mundiales entre dos panameños son muy pocas en la historia del boxeo (Pedroza -Héctor Carrasquilla fue, de hecho, la primera pelea de boxeo en la historia que enfrentó a dos panameños por un título mundial). La pelea se libró el 2 de febrero de 1985 en el Gimnasio Nuevo Panamá. El legendario Pedroza, posteriormente incluido en el Salón de la Fama del Boxeo Internacional, tuvo marca de 37-3-1 y realizó la defensa número 19 de su título mundial. Luján ganó algunos asaltos en las tarjetas de cada juez, pero cayó en el asalto catorce y fue derrotado por decisión unánime, los tres jueces dieron la pelea al campeón con puntuaciones de 148-139, 147-140 y 146-141.

### Última Pelea
Luján despegó diez meses después de la derrota de Pedroza y regresó el 14 de diciembre de 1985 para enfrentar al prospecto local José Marmolejo, quien tenía marca de 11-2 en 13 peleas anteriores. Esta pelea fue por el título Pluma Fedelatin AMB y también se llevó a cabo en el Gimnasio Nuevo Panamá. Luján cayó en los asaltos seis y diez y perdió por decisión unánime en doce asaltos, lo que lo llevó a retirarse. A diferencia de muchos otros boxeadores famosos, Luján nunca intentó regresar al boxeo profesional una vez retirado; tuvo récord de 27 victorias y 9 derrotas, con 16 triunfos por nocaut; él mismo nunca fue noqueado.

## Récord Profesional
| 27 Ganadas (16 knockouts), 9 Derrotas(0 knockouts), 0 Empates |        |                     |      |              |            |                                                          |                                     |
| Res.                                                          | Récord | Oponente            | Tipo | Round Tiempo | Fecha      | Lugar                                                    | Notas                               |
| P                                                             | 27-9   | José Marmolejo      | UD   | 12 (12)      | 1985-12-14 | Gimnasio Nuevo Panamá, Juan Díaz, Panamá                 | Por el título Fedelatin Pluma AMB   |
| P                                                             | 27-8   | Eusebio Pedroza     | UD   | 15 (15)      | 1985-02-02 | Gimnasio Nuevo Panamá, Juan Díaz, Panamá                 | Por el título mundial Pluma AMB     |
| G                                                             | 27-7   | Ricardo Cardona     | TKO  | 10 (10)      | 1984-06-30 | Arena Panamá Al-Brown, Colón, Panamá                     |                                     |
| G                                                             | 26-7   | Wilson Peroza       | UD   | 10 (10)      | 1983-11-26 | Gimnasio Nuevo Panamá, Juan Díaz, Panamá                 |                                     |
| G                                                             | 25-7   | Mario Miranda       | UD   | 10 (10)      | 1983-05-14 | Gimnasio Nuevo Panamá, Juan Díaz, Panamá                 |                                     |
| G                                                             | 24-7   | Francisco Fernández | UD   | 10 (10)      | 1982-12-18 | Gimnasio Nuevo Panamá, Juan Díaz, Panamá                 |                                     |
| G                                                             | 23-7   | Javier Guido        | TKO  | 8 (10)       | 1982-11-13 | Gimnasio Neco de la Guardia, Ciudad de Panamá, Panamá    |                                     |
| P                                                             | 22-7   | Lupe Pintor         | UD   | 10 (10)      | 1982-09-23 | Gran Auditorio Olímpico, Los Ángeles, Estados Unidos     |                                     |
| P                                                             | 22-6   | Sergio Palma        | UD   | 15 (15)      | 1982-01-15 | Estadio Chateau Carreras, Córdoba, Argentina             |                                     |
| P                                                             | 22-5   | Roberto Rubaldino   | MD   | 10 (10)      | 1981-08-15 | Sam Houston Coliseum, Houston, Estados Unidos            |                                     |
| P                                                             | 22-4   | Jeff Chandler       | UD   | 15 (15)      | 1981-01-31 | Franklin Plaza Hotel, Philadelphia, Estados Unidos       | Por el título mundial Gallo AMB     |
| P                                                             | 22-3   | Julián Solís        | SD   | 15 (15)      | 1980-08-29 | Convention Center, Miami Beach, Estados Unidos           | Pierde el título mundial Gallo AMB  |
| G                                                             | 22-2   | Shuichi Isogami     | TKO  | 9 (15)       | 1980-04-02 | Kokugikan, Tokio, Japón                                  | Retiene el título mundial Gallo AMB |
| G                                                             | 21-2   | Roberto Rubaldino   | KO   | 15 (15)      | 1979-10-06 | La Villa Real Convention Center, McAllen, Estados Unidos | Retiene el título mundial Gallo AMB |
| G                                                             | 20-2   | Cleo García         | TKO  | 15 (15)      | 1979-04-08 | Caesars Palace, Las Vegas, Estados Unidos                | Retiene el título mundial Gallo AMB |
| G                                                             | 19-2   | Alberto Dávila      | UD   | 15 (15)      | 1978-09-15 | Superdome, New Orleans, Estados Unidos                   | Retiene el título mundial Gallo AMB |
| G                                                             | 18-2   | Roberto Rubaldino   | TKO  | 11 (15)      | 1978-03-18 | Freeman Coliseum, San Antonio, Estados Unidos            | Retiene el título mundial Gallo AMB |
| G                                                             | 17-2   | Alfonso Zamora      | KO   | 10 (15)      | 1977-11-19 | Sports Arena, Los Ángeles, Estados Unidos                | Gana el título mundial Gallo AMB    |
| P                                                             | 16-2   | José Cervantes      | UD   | 10 (10)      | 1977-09-02 | Coliseo El Pueblo, Cali, Colombia                        |                                     |
| G                                                             | 16-1   | Jaime Ricardo       | TKO  | 7 (10)       | 1977-07-30 | Arena de Colón, Colón, Panamá                            |                                     |
| P                                                             | 15-1   | Gilberto Illueca    | MD   | 10 (10)      | 1977-05-14 | Gimnasio Nuevo Panamá, Juan Díaz, Panamá                 |                                     |
| G                                                             | 15-0   | Juanito Herrera     | UD   | 10 (10)      | 1977-01-29 | Gimnasio Nuevo Panamá, Juan Díaz, Panamá                 |                                     |
| G                                                             | 14-0   | Tony Sánchez        | UD   | 10 (10)      | 1976-07-17 | Gimnasio Nuevo Panamá, Juan Díaz, Panamá                 |                                     |
| G                                                             | 13-0   | Pablito Jiménez     | SD   | 10 (10)      | 1976-05-15 | Gimnasio Nuevo Panamá, Juan Díaz, Panamá                 |                                     |
| G                                                             | 12-0   | Enrique Torres      | TKO  | 7 (10)       | 1976-01-17 | Gimnasio Nuevo Panamá, Juan Díaz, Panamá                 |                                     |
| G                                                             | 11-0   | Catalino Flores     | TKO  | 4 (10)       | 1975-08-16 | Gimnasio Nuevo Panamá, Juan Díaz, Panamá                 |                                     |
| G                                                             | 10-0   | Luis Reyes Arnal    | TKO  | 5 (10)       | 1975-06-21 | Gimnasio Nuevo Panamá, Juan Díaz, Panamá                 |                                     |
| G                                                             | 9-0    | Eliseo Padilla      | KO   | 2 (10)       | 1975-05-03 | Gimnasio Nuevo Panamá, Juan Díaz, Panamá                 |                                     |
| G                                                             | 8-0    | John Cajina         | UD   | 10 (10)      | 1975-02-15 | Gimnasio Nuevo Panamá, Juan Díaz, Panamá                 |                                     |
| G                                                             | 7-0    | Aureliano Castillo  | UD   | 10 (10)      | 1974-09-14 | Gimnasio Nuevo Panamá, Juan Díaz, Panamá                 |                                     |
| G                                                             | 6-0    | Sócrates Batoto     | KO   | 6 (10)       | 1974-07-20 | Gimnasio Nuevo Panamá, Juan Díaz, Panamá                 |                                     |
| G                                                             | 5-0    | Alex Guido          | KO   | 2 (8)        | 1974-01-19 | Gimnasio Neco de la Guardia, Ciudad de Panamá, Panamá    |                                     |
| G                                                             | 4-0    | Felipe Pérez        | UD   | 6 (6)        | 1973-11-17 | Gimnasio Neco de la Guardia, Ciudad de Panamá, Panamá    |                                     |
| G                                                             | 3-0    | Carlos Ríos         | UD   | 6 (6)        | 1973-10-06 | Gimnasio Neco de la Guardia, Ciudad de Panamá, Panamá    |                                     |
| G                                                             | 2-0    | Tranquita Brown     | TKO  | 1 (4)        | 1973-09-01 | Gimnasio Neco de la Guardia, Ciudad de Panamá, Panamá    |                                     |
| G                                                             | 1-0    | Baby San Blas III   | KO   | 1 (4)        | 1973-06-16 | Gimnasio Nuevo Panamá, Juan Díaz, Panamá                 |                                     |